# 地獄 (仏教)
仏教が教える地獄（じごく、梵: Naraka）は、仏教世界観の1つで最下層に位置し、欲界・冥界・六道、また十界の最下層である。大いなる罪悪を犯した者が、死後に生まれる世界とされる。奈落迦、那落迦、捺落迦、那羅柯などと音写される。
奈落迦が転訛して奈落（ならく）とも音写される、後に演劇の舞台の下の空間である「奈落」も指して言うようになった。サンスクリットのNiraya（ニラヤ）も地獄を指す同義語で、こちらは泥犂、泥黎耶と音写される。
六道の下位である三悪趣（三悪道とも、地獄・餓鬼・畜生）の1つに数えられる。あるいは三悪趣に修羅を加えた四悪趣の1つである。いずれもその最下層に位置する。
パーリ仏典の経蔵天使経においては、釈迦は地獄の様子を詳しく記載している。

## 地獄思想の成立
元々は閻魔大王、牛頭、馬頭などの古代インドの民間信仰である死後の世界の思想が、中国に伝播して道教などと混交して、仏教伝来の際に日本に伝えられた。
そのため元来インド仏教には無かった閻魔大王を頂点とする官僚制度などが付け加えられた。その後、浄土思想の隆盛とともに地獄思想は広まり、民間信仰として定着した。
地獄は、日本の文化史の中では比較的新しいもので、これが特に強調されるようになったのは、平安時代の末法思想の流行からのことと思われる。この流行の中で恵心僧都源信がまとめたのが『往生要集』である。
地獄思想の目的は、一つには宗教の因果応報性であり、この世界で実現されない正義を形而上世界で実現させるという機能を持つ。（→キリスト教の「最後の審判」）
神道では、江戸時代後期に平田篤胤が禁書であったキリスト教関係の書物を参考にして、幽明審判思想を考案した。すなわちイエスの最後の審判のように、大国主命（おおくにぬしのみこと）が、死者を「祟り神」などに格付けしてゆくという発想である。

## 日本文化において

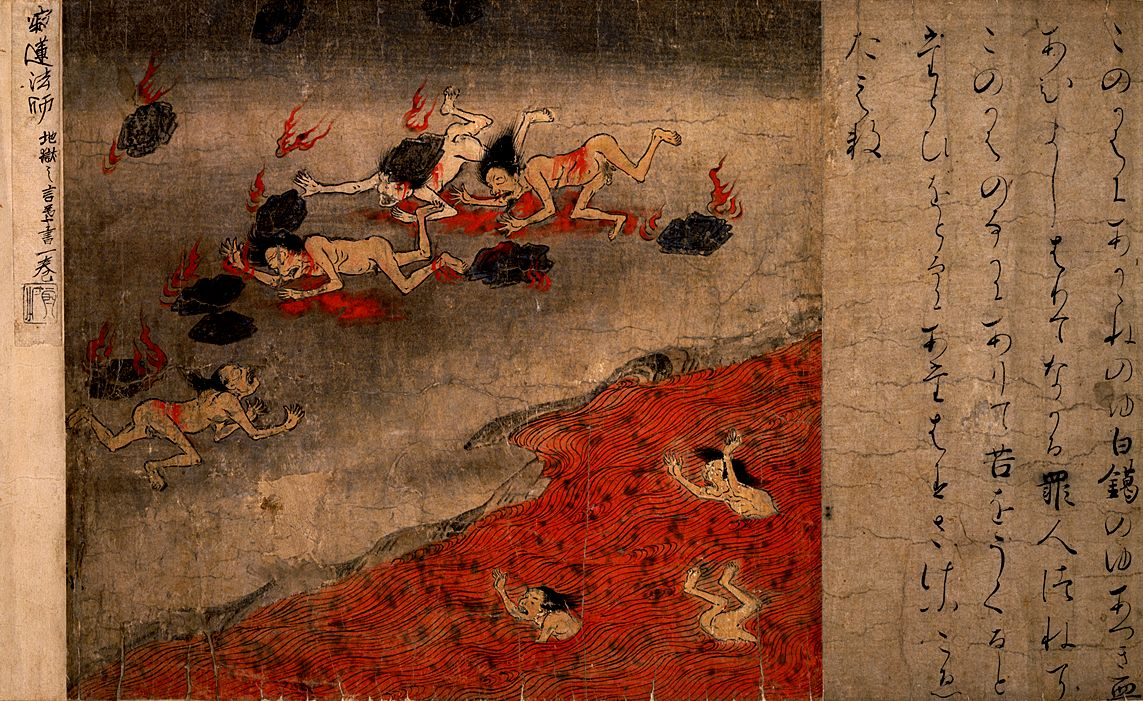
『地獄草紙』「雨炎火石」（東京国立博物館蔵）

日本の仏教に拠れば、死後、すべての人間は三途の川を渡り、7日ごとに閻魔大王など十王の7回の審判を受け、最終的に最も罪の重いものは地獄に落とされる。地獄にはその罪の重さによって服役すべき場所が決まっており、焦熱地獄、極寒地獄、賽の河原、阿鼻地獄、叫喚地獄などがある。そして服役期間を終えたものは輪廻転生によって、再びこの世界に生まれ変わるとされる。
『古事記』には地獄に似ている黄泉国が登場する。ただし、『日本書紀』の中に反映されている日本神話の世界では地獄は登場しない。代わりに小野篁が地獄に降り、閻魔大王のもとで裁判の補佐をしていたという伝説や、日蔵が蔵王菩薩の導きで、地獄へ行き罰をうける醍醐天皇とその臣下に逢う説話などが残されている。

## 種別
衆生が住む閻浮提の下、4万由旬を過ぎて、最下層に無間地獄（むけんじごく）があり、その縦・広さ・深さは各2万由旬ある。
この無間地獄は阿鼻地獄と同意で、阿鼻はサンスクリットavīciを音写したものとされ、意味は共に「絶え間なく続く（地獄）」である。阿鼻地獄は一番下層にあり、親殺しなど最も罪の重い者が落ちる。そこへの落下に二千年も要し、四方八方火炎に包まれた、一番苦痛の激しい地獄である。
その上の1万9千由旬の中に、大焦熱・焦熱・大叫喚・叫喚・衆合・黒縄・等活の7つの地獄が重層しているという。これを総称して八大(八熱)地獄という。これらの地獄にはそれぞれ性質があり、そこにいる衆生の寿命もまた異なるとされる。
また、この八熱地獄の4面に4門があり、門外に各4つの小地獄があり、これを合して十六遊増地獄という（四門地獄、十六小地獄ともいう）。八熱地獄と合せば百三十六地獄となる。また八熱地獄の横に八寒地獄または十地獄があるともいわれる。
また、山間廣野などに散在する地獄を孤独地獄という。

## 地獄の色
東アジアの仏教では、地獄の色は道教的に、あるいはその影響を受けた陰陽道的に「黒」で表す。餓鬼は赤、畜生は黄、修羅は青、この三色を混ぜると地獄の黒になると言われる。また、節分で追われる赤鬼、黄鬼、青鬼はここから来ている。